# Долна Нормандия
Долна Нормандия е регион във Франция до 2016 г., когато е присъединен към новосъздадения регион Нормандия. Населението му е 1 453 000 жители (към 1 януари 2007 г.), а площта 17 589 кв. км. Град Кан е административен център на региона. Сформиран е през 1956 г. Регионът има директни фериботни връзки с Англия.